# Mastixia rostrata
Mastixia rostrata là một loài thực vật có hoa trong họ Cornaceae. Loài này được Blume miêu tả khoa học đầu tiên năm 1851.